# أجدير (آيت يوسف أو علي)
أجدير هي إحدى مشيخات المملكة المغربية، تتبع جغرافيا لإقليم الحسيمة وإداريًا لآيت يوسف أو علي. يقدر عدد سكانها بـ 713 نسمة حسب الإحصاء الرسمي للسكان والسكنى لسنة 2004.